# فروتوس بايزا
فروتوس بايزا (بالإسبانية: Frutos Baeza)‏ هو كاتب إسباني، ولد في 11 يناير 1861 في مرسية في إسبانيا، وتوفي في 29 مارس 1918.